# Паелинк, Жозеф
Жозеф Паелинк (нидерл. Joseph Paelinck; 20 марта 1781, Оостаккер, близ Гента — 19 июня 1839, Брюссель) — бельгийский живописец, педагог. Неоклассицист.

## Биография
Родился в крестьянской семье в маленькой южноголладской деревне в австрийских Нидерландах (тогда в составе Священной Римской империи).
В юности талантливый юноша посещал местную школу. Его навыки и талант позволили ему поступить на учебу в Королевскую Академию художеств в Генте, а затем отправиться в Париж (1802—1808), где он работал с Жаком-Луи Давидом (1748—1825), ведущим французским неоклассическим мастером и официальным живописцем Наполеона I.
Впервые выставил свои картины на выставке в 1802 в Гентском Салоне. За написанную в 1804 картину «Суд Париса» был удостоен первой премии академии художеств Гента.
Некоторое время работал в альма-матер преподавателем. В 1808 он написал портрет императрицы Жозефины, после чего ему предоставили денежное пособие для учёбы в Риме на 4 года. Жил и в течение пяти лет изучал там мастерство античных художников. Вместе с другими учениками Давида принял участие в художественном оформлении римского Квиринальского дворца.
В 1812 году вернулся на родину в Гент, через три года переехал в Брюссель, чтобы нарисовать портрет Вилема, Принца Оранского. Был профессором Академии живописи и скульптуры в Брюсселе. Воспитал ряд известных учеников, среди них Эдуард де Бьеф (1808—1881).
Создал ряд полотен на религиозные, мифологические и исторические темы, портретов.
Пользовался широкой популярностью. Писал портреты многих знаменитых людей Нидерландов, в том числе представителей королевской семьи.
Работы художника хранятся в коллекциях Государственного музея в Амстердаме, Музее искусств в Кливленде (США) и др.

## Галерея

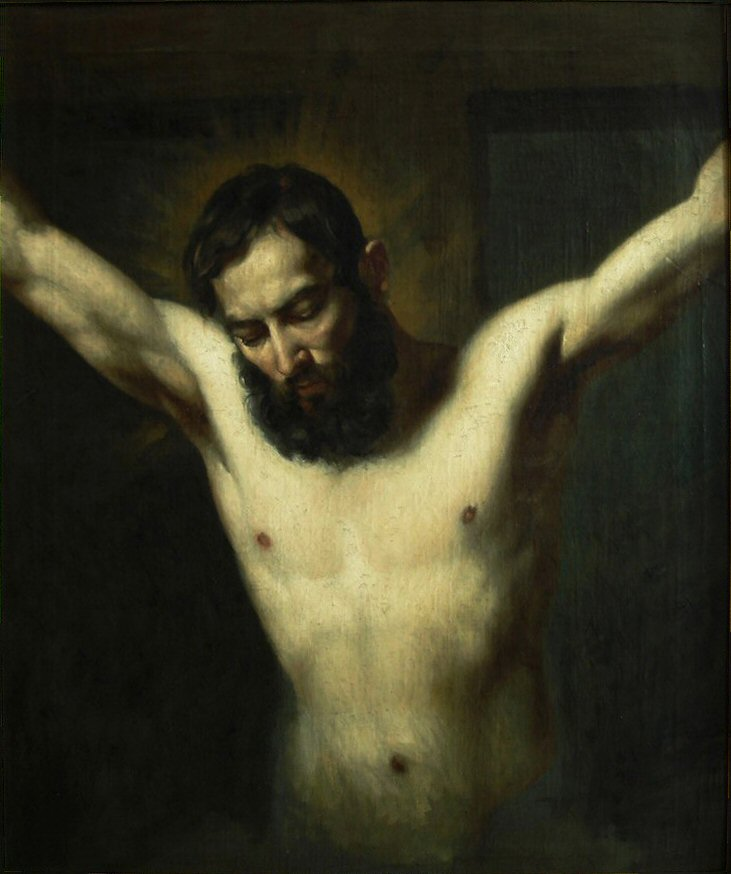
Иисус Христос
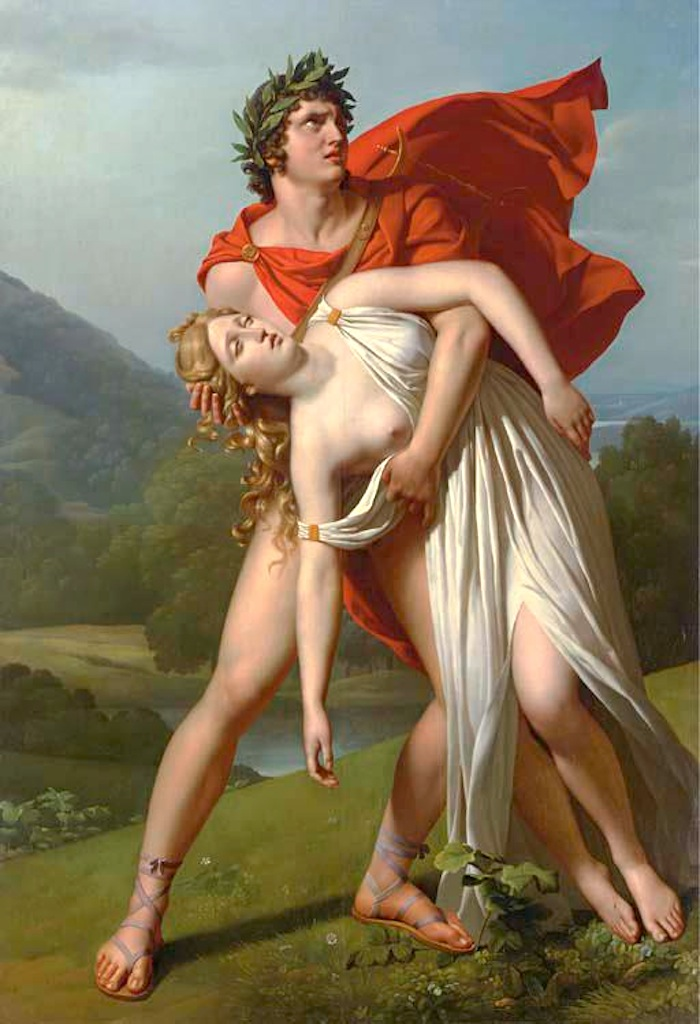
Орфей и Эвридика
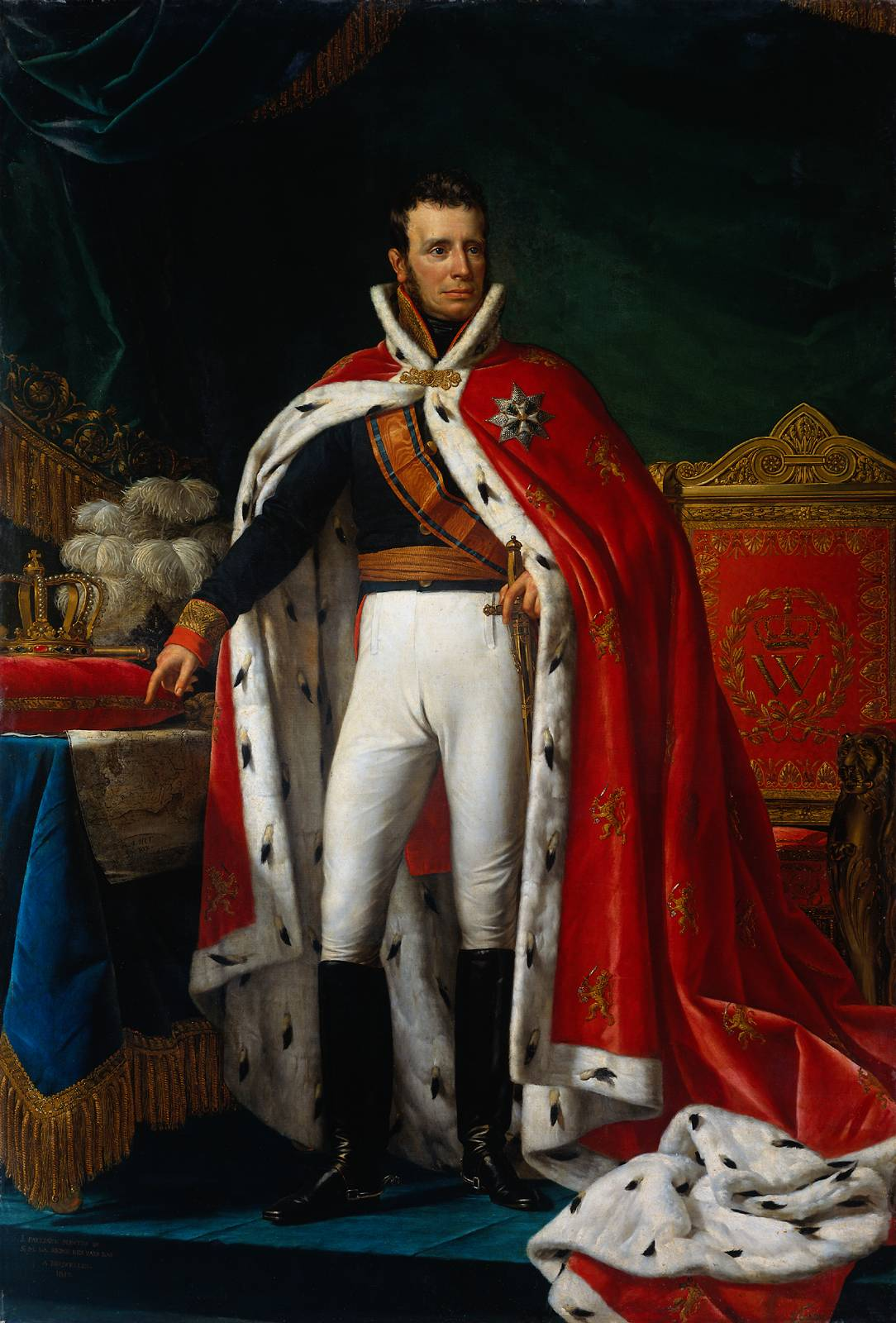
Портрет короля Нидерландов Виллема I
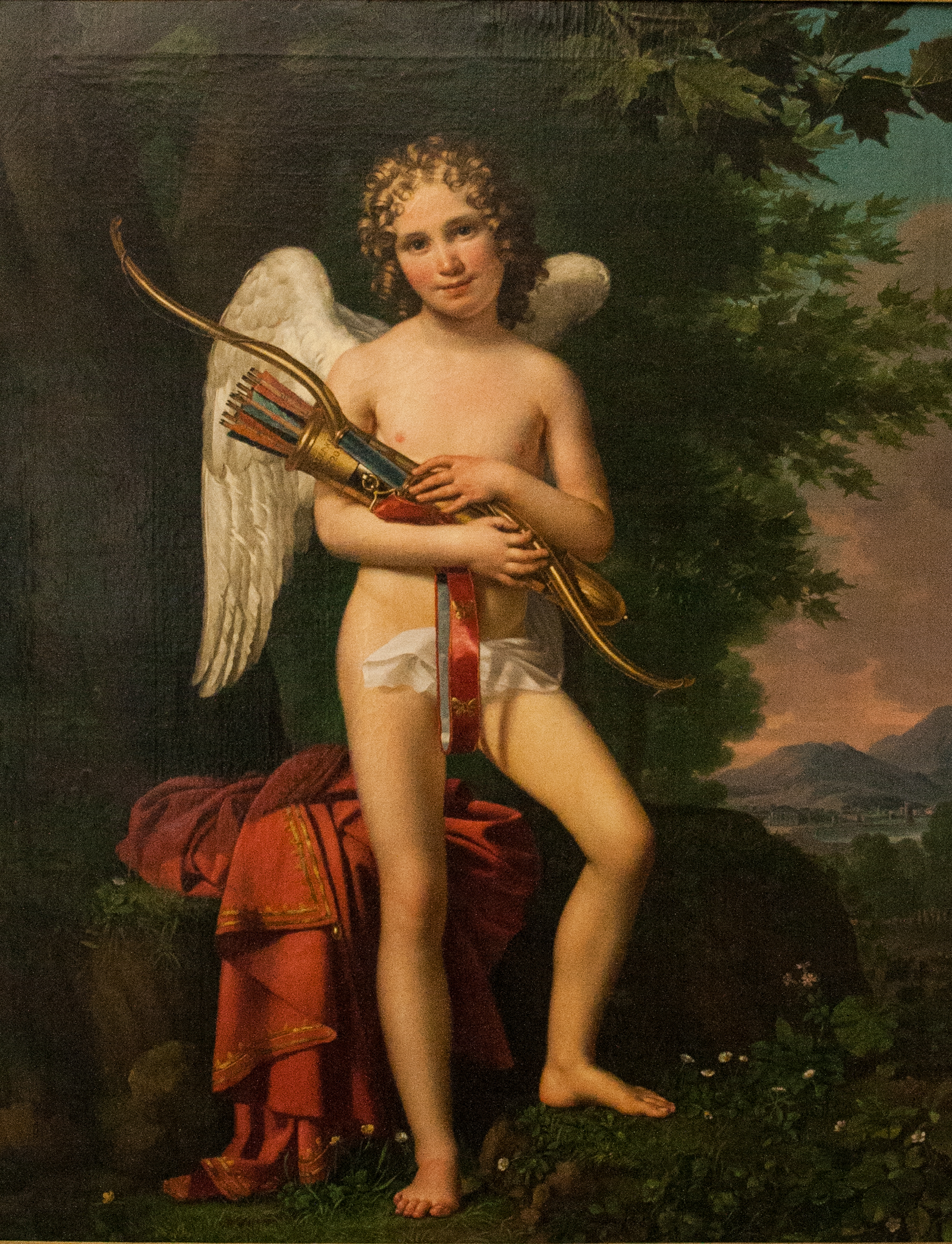
Эрос